# Goodyera novembrilis
Goodyera novembrilis là một loài thực vật có hoa trong họ Lan. Loài này được (Rchb.f.) Ormerod mô tả khoa học đầu tiên năm 1996.